# Roman Dzindzichashvili

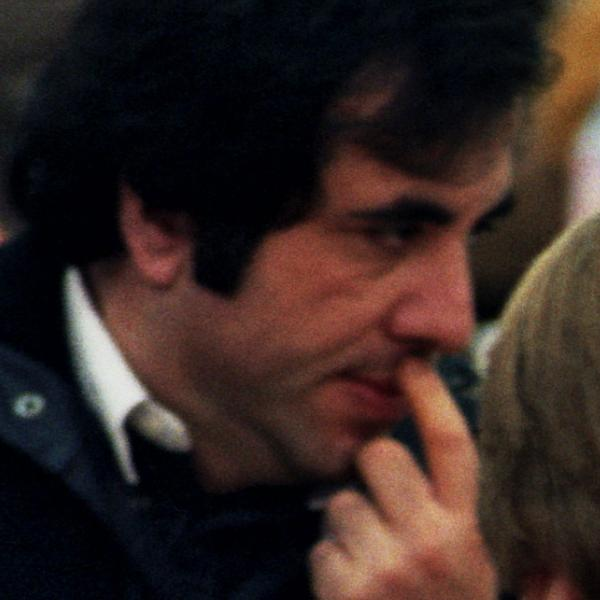
GM Roman Dzindzichashvili em 1984.

Roman Yakovlevich Dzindzichashvili (em georgiano:  რომან იაკობის-ძე ჯინჯიხაშვილი; em hebraico:  רומן יעקובלביץ' ג'ינג'יחשווילי; pronounced jin-jee-khash-VEE-lee; nascido em 5 de maio de 1944, em Tbilisi, na Geórgia) é um grande mestre de xadrez.
Venceu por duas vezes o campeonato norte-americano de xadrez (1983 e 1989), nas duas disputas dividiu o primeiro lugar com outros dois jogadores.
Em outubro de 1978 atingiu o seu rating mais alto (2595).

## Vida e carreira
Nascido em Tbilisi, SSR georgiano em uma família de judeus georgianos, seu irmão mais velho é Nodar Djin. Dzindzichashvili venceu o Campeonato Júnior da União Soviética em 1962 e o Campeonato Universitário em 1966 e 1968. Em 1970, ele recebeu o título de Mestre Internacional pela FIDE. Ele trocou a U.R.S.S. em 1976 por Israel e ganhou o título de Grande Mestre em 1977. Uma de suas melhores atuações na carreira foi o primeiro lugar no 53º Hastings Chess Festival em 1977 /1978, marcando 10½ em 14 pontos, um ponto à frente do ex-campeão mundial Tigran Petrosian. Em 1979, ele se estabeleceu nos Estados Unidos e venceu o torneio Lone Pine no ano seguinte. Ele liderou a equipe dos EUA na Olimpíada de Xadrez em 1984. Ele ganhou o EUA Chess Championship duas vezes, em 1983 e novamente em 1989, dividindo o título com dois outros jogadores de cada vez. Ele fixou residência brevemente em Washington Square Park em Nova York e jogou xadrez durante os anos 1980, ganhando a vida jogando  blitz por apostas, como é popular lá. Ele teve uma participação especial no filme de 1993 Searching for Bobby Fischer. Ele também teve uma breve aparição em "Men Who Would Be Kings", um documentário sobre xadrez no Washington Square Park ambientado na década de 1980. Dzindzichashvili é um conhecido teórico e um treinador de xadrez. Entre seus alunos estão o pentacampeão americano Gata Kamsky e Eugene Perelshteyn. Ele é o autor e estrela de vários DVDs instrutivos de xadrez intitulados "Roman's Lab". Ele atualmente produz vídeos instrutivos para o Chess.com. Os tópicos incluem aberturas, jogos intermediários, jogos finais, jogadores famosos e jogos interessantes. Ele é um dos fundadores do projeto Chess.net servidor de xadrez na Internet, iniciado em 1993. Ele jogou no terceiro tabuleiro do time "GGGg" que venceu o torneio Amateur Team East em fevereiro de 2008.[carece de fontes?]